# Jimmy Samuelsson
Jimmy Samuelsson (* 7. November 1976 in Norrtälje) ist ein schwedischer Ringer. Er wurde 2002 Weltmeister im griechisch-römischen Stil im Leichtgewicht.

## Werdegang
Jimmy Samuelsson begann als Jugendlicher im Jahre 1983 beim Sportclub Norrtälje BK mit dem Ringen. 1992 wechselte er zum Sportclub Sparvaegens BK Stockholm. Er konzentrierte sich dabei auf den griechisch-römischen Stil. Nach einigen Erfolgen im Juniorenalter im regionalen Bereich wurde er 1998 erstmals schwedischer Meister bei den Senioren im Federgewicht und danach in die schwedische Ringer-Nationalmannschaft aufgenommen. Ab 1999 wurde er dort von dem ehemaligen polnischen Spitzenringer Ryszard Świerad trainiert. Von 2001 bis 2009 rang Jimmy Samuelsson für den KSV Germania Aalen, den 1. Luckenwalder SC und ASV Mainz 1888 in der deutschen Bundesliga. Er ist selbständiger Kaufmann.
1999 wurde er vom schwedischen Ringerverband erstmals bei einer internationalen Meisterschaft, der Weltmeisterschaft in Athen eingesetzt. Er verlor dort im Federgewicht gegen Shawn Lewis aus den Vereinigten Staaten und gegen Grigori Komuschenko aus der Ukraine jeweils noch nach Punkten und belegte deshalb nur den 38. und letzten Platz dieser Weltmeisterschaft. Im Jahre 2000 gelang es ihm auch nicht, sich für die Teilnahme an den Olympischen Spielen in Sydney zu qualifizieren.
Im Jahre 2001 machte Jimmy Samuelsson einen großen Sprung nach vorne. Er belegte zunächst bei der Europameisterschaft in Istanbul im Leichtgewicht den 4. Platz und verfehlte damit nur knapp eine Medaille. Genauso erging es ihm dann bei der Weltmeisterschaft dieses Jahres in Patras. Nach vier Siegen verlor er dort gegen Filiberto Ascuy Aguilera aus Kuba und gegen Rustam Adschy aus der Ukraine und landete wieder auf dem 4. Platz.
Im Jahre 2002 ließ er die Europameisterschaft aus, konnte aber dafür beim Großen Preis von Deutschland in Dortmund schon voll überzeugen, wo er im Leichtgewicht vor Juan Luis Marén aus Kuba und Şeref Eroğlu aus der Türkei gewann. Bei der Weltmeisterschaft 2002 in Moskau erzielte er dann den größten Erfolg in seiner Laufbahn, denn er wurde dort mit Siegen über Wiktor Kosarjew, Kirgisistan, Li Chaojie, China, Juan Luis Marén, Maxim Semenjow, Russland und Fərid Mansurov aus Aserbaidschan Weltmeister im Leichtgewicht.
Diesen Erfolg konnte er in den folgenden Meisterschaften nicht mehr bestätigen. Bei der Weltmeisterschaft 2003 in Créteil siegte er zwar über Nikolai Gergow aus Bulgarien und Endrix Arteaga aus Venezuela, verlor aber dann nach hartem Kampf gegen Vaghinak Galstjan aus Armenien (3:4 Punkte) und kam auf den 10. Platz. Bei der Europameisterschaft 2004 in Haparanda kam er nur zu einem Sieg über den Israeli Alexei Jouchanow. Nach Niederlagen gegen Witali Schuk, Ukraine und Eduard Kratz musste er ausscheiden und landete auf dem 14. Platz. Bei den Olympischen Spielen 2004 in Athen stand Jimmy Samuelsson aber noch einmal ganz knapp vor dem Gewinn einer Medaille. Er verlor aber dort in den entscheidenden Kämpfen gegen Fərid Mansurov und Mchitar Manukjan aus Kasachstan und kam wieder auf den 4. Platz.
Bei der Europameisterschaft 2005 in Warna erreichte er mit einem 5. Platz ebenfalls noch einmal ein respektables Ergebnis. Bei zwei weiteren Weltmeisterschaften und einer Europameisterschaft in den Jahren 2006 und 2007 erreichte er nur mehr Mittelplätze.

## Internationale Erfolge
| Jahr | Platz | Wettbewerb                                  | Gewichtskl. | Ergebnis |
| 1994 | 3.    | Nordische Junioren-Meisterschaft in Tallinn | Fliegen     | hinter Marko Tsokoski, Finnland u. Raimo Punnig, Estland |
| 1998 | 7.    | Großer Preis von Deutschland in Aalen       | Feder       | Sieger: Yi Shanjun, China vor Sevket Karapinar, Türkei |
| 1999 | 38.   | WM in Athen                                 | Feder       | nach Niederlagen gegen Shawn Lewis, USA und Grigori Komuschenko, Ukraine |
| 2000 | 9.    | Olympia-Qualif.-Turnier in Faenza           | Feder       | Sieger: Nikolai Monow, Russland vor Beat Motzer, Schweiz |
| 2000 | 14.   | Olympia-Qualif.-Turnier in Taschkent        | Feder       | Sieger: Nikolai Monow vor Włodzimierz Zawadzki, Polen |
| 2001 | 9.    | Schweden-Cup in Malmö                       | Leicht      | Sieger: Alexei Juchanow, Israel vor Aljaksandr Kikinjou, Belarus und Ari Härkänen, Finnland |
| 2001 | 4.    | EM in Istanbul                              | Leicht      | hinter Aleksandr Doxturishvili, Georgien, Michail Iwantschenko, Russland und Movses Karapetjan, Armenien                                                                                             |
| 2001 | 4.    | WM in Patras                                | Leicht      | nach Siegen über Szymon Kogut, Polen, Juha Lappalainen, Finnland, Ondrej Jaros, Tschechien und Parviz Zaidvand, Iran und Niederlagen gegen Filiberto Ascuy Aguilera, Kuba und Rustam Adschy, Ukraine |
| 2002 | 1.    | Großer Preis von Deutschland in Dortmund    | Leicht      | vor Juan Luis Marén, Kuba und Şeref Eroğlu, Türkei |
| 2002 | 1.    | WM in Moskau                                | Leicht      | nach Siegen über Wiktor Kosarjew, Kirgisistan, Li Chaojie, China, Juan Luis Marén, Maxim Semenjow, Russland und Fərid Mansurov, Aserbaidschan                                                        |
| 2003 | 10.   | WM in Créteil                               | Leicht      | nach Siegen über Nikolai Gergow, Bulgarien und Endrix Arteaga, Venezuela und einer Niederlage gegen Vaghinak Galstjan, Armenien                                                                      |
| 2004 | 14.   | EM in Haparanda                             | Leicht      | nach Sieg über Alexei Juchanow, Israel und Niederlagen gegen Witali Schuk, Ukraine und Eduard Kratz, Deutschland                                                                                     |
| 2004 | 4.    | OS in Athen                                 | Leicht      | nach Siegen über Vaginak Galstjan, Niederlage gegen Mxim Semenjew, Sieg über Kim In-sub, Südkorea und Niederlagen gegen Fərid Mansurov und Mchitar Manukjan, Kasachstan                              |
| 2005 | 3.    | Poland-Open in Wałbrzych                    | Leicht      | hinter Seref Eroglu, Türkei und Jung Tae-kyun, Südkorea |
| 2005 | 5.    | EM in Warna                                 | Leicht      | nach Siegen über Valdemaras Venckaitis, Litauen, Georgios Bukis, Griechenland und Ionuț Panait, Rumänien und Niederlagen gegen Christian Fetzer, Deutschland und Sergei Kowalenko, Russland          |
| 2005 | 2.    | Pytlasinski-Memorial in Ratibor             | Leicht      | hinter Armen Wardanjan, Ukraine, vor Julian Kwit, Polen und Nikolai Gergow, Bulgarien |
| 2005 | 3.    | Haparanda-Cup                               | Leicht      | hinter Ruslan Belcharojew, Russland und Noritomo Eto, Japan |
| 2005 | 8.    | WM in Budapest                              | Leicht      | nach Siegen über Dayanand, Indien und Mahdi Tavakoli, Iran und einer Niederlage gegen Armen Wardanjan, Ukraine                                                                                       |
| 2006 | 15.   | WM in Guangzhou                             | Leicht      | nach einem Sieg über Lasha Lomadse, Georgien und einer Niederlage gegen Tamás Lőrincz, Ungarn |
| 2007 | 19.   | EM in Sofia                                 | Leicht      | nach einer Niederlage gegen Mihajlo Bajlovic, Serbien |
| 2007 | 2.    | Großer Preis von Deutschland in Dortmund    | Leicht      | hinter Ionel Pușcașu, Rumänien, vor Armen Wardanjan und Selçuk Çebi, Türkei |
| 2007 | 10.   | WM in Baku                                  | Leicht      | nach Niederlage gegen Oleksandr Chwoschtsch, Ukraine, Siegen über Marcus Thätner, Deutschland und Fedor Gaivan, Republik Moldau, Niederlage gegen Fərid Mansurov und Sieg über Endrix Arteaga        |

## Schwedische Meisterschaften
Jimmy Samuelsson wurde 1998 im Federgewicht, 2001 im Leichtgewicht und 2004, 2005 und 2009 im Weltergewicht, jeweils im griechisch-römischen Stil, schwedischer Meister.

## Erläuterungen
- alle Wettbewerbe im griechisch-römischen Stil
- OS = Olympische Spiele, WM = Weltmeisterschaft, EM = Europameisterschaft
- Fliegengewicht, bis 52 kg, Federgewicht, bis 63 kg, Leichtgewicht, bis 2001 bis 69 kg, seit 2002 bis 66 kg, Weltergewicht, seit 2002 bis 74 kg Körpergewicht